# Alo Põldmäe
Alo Põldmäe (* 22. Mai 1945 in Tartu) ist ein estnischer Komponist, Musikwissenschaftler und Musiker.

## Leben
Alo Põldmäe wurde als Sohn des estnischen Komponisten Rudolf Põldmäe (1908–1988) und der Literaturwissenschaftlerin Aino Undla-Põldmäe (1910–1992) geboren. 1949, nach der sowjetischen Besetzung Estlands, wurde die ganze Familie nach Sibirien deportiert. Erst 1955 konnte sie im Zuge der Entstalinisierung nach Estland zurückkehren.
Ab 1960 erhielt Alo Põldmäe Klavierunterricht bei der estnischen Pianistin Alexandra Sarv und entschied sich für eine Musikerkarriere. Er schloss 1970 sein Studium im Fach Komposition bei Heino Eller am Staatlichen Tallinner Konservatorium ab.
Von 1968 bis 1970 war er als Oboist beim Staatlichen Sinfonieorchester Estlands (ERSO) angestellt. Anschließend war er von 1972 bis 1980 als Musikredakteur bei der staatlichen Filmfirma der Estnischen SSR, Tallinnfilm, tätig. Von 1980 bis 1989 war Põldmäe Sekretär des Komponistenverbands der Estnischen SSR (estnisch ENSV Heliloojate Liit) und von 1989 bis 1993 stellvertretender Vorsitzender des Komponistenverbands. Seit 1993 ist er im estnischen Theater- und Musikmuseum in Tallinn in leitender Funktion tätig. Außerdem unterrichtet er seit 1983 das Fach Komposition an der Tallinner Musikschule. Darüber hinaus tritt er als klassischer und Jazz-Sänger auf.

## Kompositorisches Werk (Auswahl)
- Merineitsi (Ballett, 1974)
- Konzert für Oboe (1974)
- Sonatine für Altflöte und Gitarre (1975)
- Verine John (Puppenmusical, 1980)
- Loire'i lossid für zwei Klaviere (1981)
- Sõnni tund (Ballett, 1981)
- Raeooper (Kammeroper, 1986)
- Depressioon baaris (Kammeroper, 1997)
- Pastorale für Oboe und Orgel
- Meditatsioon für Klavier (2003)

Daneben hat Alo Põldmäe zahlreiche Stücke für Kammermusik sowie Filmmusiken komponiert.